# Froły (Michnowskoje)
Froły (ros. Фролы) – wieś (ros. деревня, trb. dieriewnia) w zachodniej Rosji, w osiedlu wiejskim Michnowskoje rejonu smoleńskiego w obwodzie smoleńskim.

## Geografia
Miejscowość położona jest 4 km od drogi federalnej R120 (Orzeł – Briańsk – Smoleńsk – Witebsk), 13 km od drogi magistralnej M1 «Białoruś», 12,5 km od centrum administracyjnego osiedla wiejskiego (Michnowka), 19 km od Smoleńska, 4,5 km od najbliższego przystanku kolejowego (Katyń).

## Demografia
W 2010 r. miejscowość zamieszkiwało 11 osób.